# Mistrzostwa Europy w Lekkoatletyce 2010 – rzut młotem kobiet
Rzut młotem kobiet – jedna z konkurencji rozegranych podczas lekkoatletycznych mistrzostw Europy na Estadi Olímpic Lluís Companys w Barcelonie.
Do rywalizacji przystąpiły dwie reprezentantki Polski: aktualna mistrzyni kraju Małgorzata Zadura oraz rekordzistka świata Anita Włodarczyk.

## Terminarz
| Data     | Godzina                      |            |
| -------- | ---------------------------- | ---------- |
| 28 lipca | Grupa A: 10:10 Grupa B:12:00 | Eliminacje |
| 30 lipca | 20:20                        | Finał      |

## Rekordy
Tabela prezentuje rekord świata, Europy oraz czempionatu Starego Kontynentu, a także najlepsze rezultaty w Europy i na świecie w sezonie 2010 przed rozpoczęciem mistrzostw.
| Rekord świata            | Anita Włodarczyk | 78.30 | Bydgoszcz | 6 czerwca 2010  |
| Rekord Europy            | Anita Włodarczyk | 78.30 | Bydgoszcz | 6 czerwca 2010  |
| Rekord mistrzostw Europy | Tatiana Łysenko  | 76,67 | Göteborg  | 8 sierpnia 2006 |
| Listy światowe           | Anita Włodarczyk | 78.30 | Bydgoszcz | 6 czerwca 2010  |
| Listy europejskie        | Anita Włodarczyk | 78.30 | Bydgoszcz | 6 czerwca 2010  |

## Rezultaty
| Poz. – pozycja \| CR – rekord mistrzostw \| NR – rekord kraju \| PB – rekord życiowy \| DNS – nie wystartowała |
| SB – najlepszy wynik w sezonie \| X – próba spalona \| – – pominięcie próby \| NM – niezaliczenie żadnej próby |
| * wyniki podawane w metrach                                                                                    |

### Eliminacje
Do zawodów przystąpiły 22 zawodniczki z 17 krajów. W rundzie eliminacyjnej miotaczki zostały 28 lipca podzielone na 2 grupy. Aby dostać się do finału, w którym miało wystartować 12 zawodniczek, należało rzucić co najmniej 69,00 m (Q). Gdyby rezultat ten osiągnęła mniejsza liczba miotaczek lub gdyby żadna ze startujących nie uzyskała minimum, kryterium awansu były najlepsze wyniki uzyskane przez startujące (q).  
| Pozycja | Grupa | Zawodniczka            | Reprezentacja | #1    | #2    | #3    | Rezultat | Uwagi |
| ------- | ----- | ---------------------- | ------------- | ----- | ----- | ----- | -------- | ----- |
| 1       | B     | Tatiana Łysenko        | Rosja         | X     | 72.36 | –     | 72.36    | Q     |
| 2       | B     | Betty Heidler          | Niemcy        | 71.85 | –     | –     | 71.85    | Q     |
| 3       | A     | Anita Włodarczyk       | Polska        | 71.17 | –     | –     | 71.17    | Q     |
| 4       | A     | Silvia Salis           | Włochy        | 70.33 | –     | –     | 70.33    | Q     |
| 5       | A     | Natala Zołotuchina     | Ukraina       | 63.76 | 65.79 | 69.31 | 69.31    | Q     |
| 6       | B     | Zalina Marghieva       | Mołdawia      | 69.22 | –     | –     | 69.22    | Q     |
| 7       | B     | Bianca Perie           | Rumunia       | 68.61 | 68.67 | X     | 68.67    | q     |
| 8       | B     | Éva Orbán              | Węgry         | 64.55 | 68.59 | –     | 68.59    | q     |
| 9       | A     | Marina Marghieva       | Mołdawia      | X     | 67.47 | 67.84 | 67.84    | q     |
| 10      | B     | Merja Korpela          | Finlandia     | 66.06 | 67.58 | 66.45 | 67.58    | q     |
| 11      | B     | Berta Castells         | Hiszpania     | 66.61 | 65.95 | 65.26 | 66.61    | q     |
| 12      | A     | Tracey Andersson       | Szwecja       | X     | 62.07 | 66.48 | 66.48    | q     |
| 13      | A     | Mona Holm              | Norwegia      | 62.72 | 66.10 | 66.18 | 66.18    |       |
| 14      | A     | Alexándra Papayeoryíou | Grecja        | 65.12 | 65.70 | 65.88 | 65.88    |       |
| 15      | A     | Kathrin Klaas          | Niemcy        | 65.82 | 65.49 | X     | 65.82    |       |
| 16      | B     | Małgorzata Zadura      | Polska        | 62.26 | 65.45 | 64.78 | 65.45    |       |
| 17      | B     | Stéphanie Falzon       | Francja       | 64.30 | X     | 64.34 | 64.34    |       |
| 18      | A     | Wolga Candar           | Białoruś      | X     | 62.69 | X     | 62.69    |       |
| 19      | B     | Kateřina Šafránková    | Czechy        | X     | 62.63 | X     | 62.63    |       |
| 20      | A     | Lenka Ledvinová        | Czechy        | X     | X     | 60.74 | 60.74    |       |
| 21      | B     | Paraskevi Theodorou    | Cypr          | 57.50 | 59.68 | 60.16 | 60.16    |       |
|         | A     | Daria Pczelnik         | Białoruś      | X     | X     | X     | NM       |       |

### Finał
| Pozycja | Zawodniczka        | Reprezentacja | #1    | #2    | #3    | #4    | #5    | #6    | Rezultat | Uwagi |
| ------- | ------------------ | ------------- | ----- | ----- | ----- | ----- | ----- | ----- | -------- | ----- |
|         | Betty Heidler      | Niemcy        | 69.68 | 75.92 | x     | 72.58 | 76.38 | 72.27 | 76.38    | SB    |
|         | Tatiana Łysenko    | Rosja         | 74.63 | 71.53 | 73.16 | 75.65 | 74.89 | x     | 75.65    |       |
|         | Anita Włodarczyk   | Polska        | 73.05 | 73.34 | x     | 72.65 | 70.58 | 73.56 | 73.56    |       |
| 4       | Bianca Perie       | Rumunia       | 69.92 | 71.62 | 70.01 | 70.01 | x     | x     | 71.62    |       |
| 5       | Zalina Marghieva   | Mołdawia      | 69.43 | 70.83 | 68.11 | x     | 69.04 | 68.59 | 70.83    |       |
| 6       | Marina Marghieva   | Mołdawia      | x     | 67.02 | 70.77 | 63.82 | x     | 66.93 | 70.77    |       |
| 7       | Silvia Salis       | Włochy        | 66.98 | 68.85 | x     | x     | 68.35 | 67.51 | 68.85    |       |
| 8       | Merja Korpela      | Finlandia     | 68.21 | 67.15 | 66.20 | x     | x     | 63.96 | 68.21    |       |
| 9       | Berta Castells     | Hiszpania     | 68.20 | 66.07 | x     |       |       |       | 68.20    |       |
| 10      | Natala Zołotuchina | Ukraina       | x     | 67.53 | 66.99 |       |       |       | 67.53    |       |
| 11      | Tracey Andersson   | Szwecja       | x     | 65.13 | x     |       |       |       | 65.13    |       |
| 12      | Éva Orbán          | Węgry         | x     | 64.99 | 30.58 |       |       |       | 64.99    |       |